# Комак, Джеймс
Джеймс «Джимми» Комак (англ. James "Jimmy" Komack) (3 августа 1924 – 24 декабря 1997) — американский продюсер, режиссёр, сценарист и актёр.
Он наиболее известен как продюсер нескольких популярных телесериалов-ситкомов, в том числе «Уход за отцом Эдди», «Чико и человек» и «Добро пожаловать назад, Коттер».
За свою карьеру Комак был номинирован на две премии «Золотой глобус» и две премии «Прайм-таймовой Эмми».

## Карьера
Джеймс Комак начал свою карьеру как актёр в успешном мюзикле 1955 года «Чёртовы янки», где он сыграл второстепенную роль бейсболиста Рокки, которую он также исполнил снова, два года спустя в одноимённой экранизации. Затем он сыграл другие роли второго плана в кино и на телевидении, включая телесериал «Караван повозок» и фильм «Дыра в голове».
Однако Комак всё больше внимания уделял своей работе за камерой. С 1961 по 1987 год он работал режиссёром в таких телесериалах, как «Шоу Дика Ван Дайка», «Мой любимый марсианин», «Зелёный Шершень», «Звёздный путь» и «Напряги извилины». В 1985 году, он также снял фильм «Порки 3: Месть», продолжение фильма 1981 года «Порки».
Комак также создал пару успешных ситкомов: «Уход за отцом Эдди» и «Чико и человек», а также несколько недолговечных ситкомов: «Mr. T and Tina», «Sugar Time!», «The Roller Girls» и «Me and Maxx», все из которых он также продюсировал.

## Смерть
Джеймс Комак умер от проблем с сердцем в больнице Седарс-Синай в Лос-Анджелесе, штат Калифорния, 24 декабря 1997 года в возрасте 73 лет.

## Номинации
| Год  | Награда                              | Категория                                        | Телесериал                     | Результат | Пр.   |
| ---- | ------------------------------------ | ------------------------------------------------ | ------------------------------ | --------- | ----- |
| 1970 | 22-я церемония «Прайм-таймовой Эмми» | Лучший комедийный сериал                         | Уход за отцом Эдди             | Номинация | [ 4 ] |
| 1971 | 28-я церемония «Золотого глобуса»    | Лучший телевизионный сериал — комедия или мюзикл | Уход за отцом Эдди             | Номинация | [ 5 ] |
| 1976 | 33-я церемония «Золотого глобуса»    | Лучший телевизионный сериал — комедия или мюзикл | Чико и человек                 | Номинация | [ 6 ] |
| 1976 | 28-я церемония «Прайм-таймовой Эмми» | Лучший комедийный сериал                         | Добро пожаловать назад, Коттер | Номинация | [ 7 ] |